# Jenny Baltus-Möres
Jennifer (Jenny) Baltus-Möres (Malmedy, 3 maart 1983) is een Belgisch politica van de PFF/MR.

## Levensloop
Na studies Germaanse Talen en Spraakwetenschappen aan de Universiteit van Keulen en aan de Universiteit van Luik, werd Baltus-Möres beroepshalve leerkracht in het secundair onderwijs. Eveneens was ze van 2006 tot 2010 persattaché van gemeenschapssenator Berni Collas en van 2008 tot 2009 politiek raadgever van toenmalig minister in de Duitstalige Gemeenschapsregering Bernd Gentges. Van 2007 tot 2012 was ze bovendien lid van het presidium van de Raad van de Duitstalige Jeugd.
In 2006 werd ze lid van de jongerenafdeling van de PFF, de Duitstalige afdeling van de MR. Van 2006 tot 2012 was ze voor deze partij gemeenteraadslid van Büllingen. In 2013 volgde ze de overleden Ferdel Schröder op in het Parlement van de Duitstalige Gemeenschap. Dit bleef ze tot in 2014, toen ze voor het arrondissement Verviers verkozen werd in het Waals Parlement, waar ze bleef zetelen tot in 2019. Vanaf 2014 was Baltus-Möres hierdoor raadgevend lid van het Parlement van de Duitstalige Gemeenschap. Bij de verkiezingen van 2019 was ze geen kandidaat-parlementslid meer, waarna ze terugkeerde naar het onderwijs.
Sinds 2018 is ze eveneens gemeenteraadslid van Eupen.